# Kaj Muhlig
Kaj Børge Muhlig (født 16. marts 1920 i Hørmested - 18. maj 2015) var en dansk atlet (maratonløber) medlem af Idrætsklubben Skovbakken. Han vandt det danske mesterskab på maraton i 1952 i Aarhus.
Kaj Muhlig boede i Tilst.

## Danske mesterskaber
- Guld 1952 Maraton 2:52.12